# Фільмографія Лі Син Ґі
Лі Син Ґі (кор.: хангиль: 이승기, ханча: 李昇基; нар. 13 січня 1987) — південнокорейський співак, актор, ведучий і шоумен. Він здобув подальше визнання як актор, виконавши головні ролі в популярних серіалах, таких як «Діамантовий спадок» (2009), «Моя дівчина — куміхо» (2010), «Два серця короля» (2012), «Книга сім’ї Ку» (2013), «Всі ви оточені» (2014), «Корейська одіссея» (2017—2018), «Вагабонд» (2019), «Миша» (2021). Був учасником першого сезону вар'єте «2 дні і 1 ніч», що виходив по вихідних днях з листопада 2007 року по лютий 2012 року та ведучим ток-шоу «Сильне серце» з жовтня 2009 року по квітень 2012 року.

## Фільми
| Рік          | Назва               | Роль       | Прим. |
| ------------ | ------------------- | ---------- | ----- |
| 2015         | «Прогноз кохання»   | Кан Чун Су | [ 2 ] |
| 2018         | «Принцеса та свати» | Со То Юн   | [ 3 ] |
| В очікуванні | «Багатодітна сім'я» |            | [ 4 ] |

## Телесеріали
| Рік       | Назва                    | Роль                  | Замітки         | Прим.  |
| --------- | ------------------------ | --------------------- | --------------- | ------ |
| 2004–2005 | «Беззупинно 5»           | Себе                  | Серії 1–193     | [ 5 ]  |
| 2006      | «Безславні сестри Чхіль» | Хван Тхе Джа          |                 | [ 6 ]  |
| 2009      | «Діамантовий спадок»     | Сану Хван             |                 | [ 7 ]  |
| 2010      | «Моя дівчина — куміхо»   | Чха Те Ун             |                 | [ 8 ]  |
| 2011      | «Величне кохання»        | Себе                  | Камео (серія 9) | [ 9 ]  |
| 2012      | «Два серця короля»       | Лі Че Ха              |                 | [ 10 ] |
| 2013      | «Книга сім’ї Ку»         | Чхве Кан Чхі          |                 | [ 11 ] |
| 2014      | «Всі ви оточені»         | Ин Те Ґу / Кім Чі Йон |                 | [ 12 ] |
| 2015      | «Продюсери»              | Себе                  | Камео (серія 6) | [ 13 ] |
| 2017–2018 | «Корейська одіссея»      | Син О Ґон             |                 | [ 14 ] |
| 2019      | «Вагабонд»               | Чха Таль Ґон          |                 | [ 15 ] |
| 2021      | «Миша»                   | Чон Па Рим            |                 | [ 16 ] |
| 2022      | «Кав'ярня права»         | Кім Чон Хо            |                 | [ 17 ] |

## Телевізійне шоу
Позначає серіали, які зараз транслюються.
| рік          | Назва                                     | Роль                       | Замітки                                         | Прим.                |
| ------------ | ----------------------------------------- | -------------------------- | ----------------------------------------------- | -------------------- |
| 2004–2006    | «Людина Ікс»                              | Учасник акторського складу |                                                 | [ 18 ]               |
| 2006         | «Show! Music Core»                        | MC                         |                                                 | [ 19 ]               |
| 2007         | «Inkigayo»                                | MC                         |                                                 | [ 20 ]               |
| 2007         | «Концерт SBS 2007 „Поділися любов'ю“»     | MC                         |                                                 | [ 21 ]               |
| 2007–2012    | «2 дні і 1 ніч»                           | Учасник акторського складу | 1 сезон                                         | [ 22 ] [ 23 ]        |
| 2009         | «Кубок світу ідеального типу з Лі Син Ґі» | Учасник акторського складу |                                                 | [ 24 ]               |
| 2009–2012    | «Сильне серце»                            | MC                         | з Кан Хо Доном                                  | [ 25 ] [ 26 ] [ 27 ] |
| 2012         | «Романтик»                                | Оповідач                   |                                                 | [ 28 ]               |
| 2013         | «Сестри кращі за квіти»                   | Учасник акторського складу | з Кім Хі Е, Лі Мі Йон, Юн Йо Джон, Кім Ча Ок    | [ 29 ]               |
| 2013         | «Комахи, великий інстинкт»                | Оповідач                   |                                                 | [ 30 ]               |
| 2015         | «Нова подорож на Захід»                   | Учасник акторського складу | 1 сезон                                         | [ 31 ] [ 32 ]        |
| 2017–дотепер | «Господар у будинку»                      | Учасник акторського складу | З 1 серії — дотепер                             | [ 33 ]               |
| 2018         | «Produce 48»                              | MC                         |                                                 | [ 34 ]               |
| 2019         | «Маленький ліс»                           | Учасник акторського складу | з Лі Со Джіном, Пак На Ре, Чон Со Мін           | [ 35 ]               |
| 2020         | «Сеульський селянин»                      | Учасник акторського складу | з Чха Тхе Хьоном                                | [ 36 ]               |
| 2020         | «Пакет щастя п'ятниці»                    | Учасник акторського складу |                                                 | [ 37 ]               |
| 2020–2022    | «Заспівай знову»                          | MC                         | Сезони 1–2                                      | [ 38 ] [ 39 ]        |
| 2021         | «Гучно»                                   | Учасник акторського складу | Супер агент і МС                                | [ 40 ]               |
| 2021–2022    | «Гольфова битва: Друзі берді»             | Учасник акторського складу | Сезони 1–3                                      | [ 41 ] [ 42 ] [ 43 ] |
| 2022         | «Коловий будинок»                         | Ведучий                    | з Хан Ка Ін, О Ин Йон, Но Хон Чхулєм, Лі Ліджон | [ 44 ]               |

## Вебшоу
| Рік       | Назва        | Роль                       | Замітки                                            | Прим.  |
| --------- | ------------ | -------------------------- | -------------------------------------------------- | ------ |
| 2019–2021 | «Попався!»   | Учасник акторського складу | Сезони 2-3                                         |        |
| 2020      | «Twogether»  | Учасник акторського складу | з Джаспером Лю                                     | [ 45 ] |
| 2021      | «Новий світ» | Учасник акторського складу | з Ин Чі Вон, Кім Хі Чхоль, Чо Бо А, Пак На Ре, Kai | [ 46 ] |

## Як ведучий
| Рік  | Назва                       | Роль                                 | Замітки                     | Прим.  |
| ---- | --------------------------- | ------------------------------------ | --------------------------- | ------ |
| 2018 | 32-га Премія «Золотий диск» | MC (частина джерела цифрового звуку) | з Лі Сон Ґьон               | [ 47 ] |
| 2019 | 33-тя Премія «Золотий диск» | MC (1-й день)                        | з Пак Мін Йон               | [ 48 ] |
| 2020 | 34-та Премія «Золотий диск» | MC (2-й день)                        | з Пак Со Дам                | [ 49 ] |
| 2020 | Премія SBS розваги 2020     | MC                                   | з Сін Тон Йопом і Чха Ин У  | [ 50 ] |
| 2021 | 34-та Премія «Золотий диск» | MC (1-й день)                        | з Пак Со Дам                | [ 51 ] |
| 2021 | Премія SBS розваги 2021     | MC                                   | з Чан То Йон і Хан Хє Джін  | [ 52 ] |
| 2022 | 36-та Премія «Золотий диск» | MC                                   | з Лі Та Хі та Сон Сі Ґьоном | [ 53 ] |

## Музичні кліпи
| Рік  | Назва                                           | Знімалися у кліпі      | Телепрограми, що з'являлися в кліпі |
| ---- | ----------------------------------------------- | ---------------------- | ----------------------------------- |
| 2004 | «Because You're My Girl» (내 여자라니까)        | Кім Са Ран             |                                     |
| 2004 | «Delete» (삭제)                                 |                        |                                     |
| 2006 | «Words That Are Hard to Say» (하기 힘든 말)     | Нам Сан Мі             |                                     |
| 2006 | «Shape of Your Lips» (입모양)                   |                        |                                     |
| 2006 | «Please» (제발)                                 | Пак Мін Джі            |                                     |
| 2006 | «Desire and Hope» (원하고 원망하죠)             | Пак Мін Джі            |                                     |
| 2006 | «Addio» (아디오)                                | Пак Мін Джі            |                                     |
| 2006 | «Tears» (눈물)                                  | Пак Мін Джі            |                                     |
| 2007 | «White Lie» (착한 거짓말)                       | Ван Чі Хє              |                                     |
| 2007 | «Why… Are You Leaving» (왜. . . 가니)           | Ван Чі Хє              |                                     |
| 2008 | «I'll Give You All» (다 줄꺼야)                 |                        |                                     |
| 2008 | «Let's Go on a Vacation» (여행을 떠나요)        |                        | «2 дні і 1 ніч»                     |
| 2009 | «Let's Break Up» (우리 헤어지자)                | Лі Се На               |                                     |
| 2010 | «Smile Boy» (рок вер.)                          | Кім Йон А              |                                     |
| 2010 | «Losing My Mind» (정신이 나갔었나봐)            |                        | «Моя дівчина — куміхо»              |
| 2010 | «From Now on I Love You» (지금부터 사랑해)      |                        | «Моя дівчина — куміхо»              |
| 2011 | «Aren't We Friends» (친구잖아)                  |                        |                                     |
| 2012 | «Time for Love» (恋愛時代)                      | Пак Сін Хє             |                                     |
| 2012 | «Aren't We Friends» (チングジャナ -友達だから-) | Пак Сін Хє, Чу Сан Ук  |                                     |
| 2012 | «Return» (되돌리다)                             | Пак Кон Тхе, Кім Ю Чон |                                     |
| 2012 | «An Invitation for Me» (나에게 초대)            |                        |                                     |
| 2012 | «Forest» (숲)                                   |                        |                                     |
| 2013 | «Last Word» (마지막 그 한마디)                  |                        | «Книга сім'ї Ку»                    |
| 2015 | «And Goodbye» (그리고 안녕)                     |                        |                                     |
| 2016 | «Meet Someone Like Me» (그런 사람)              |                        |                                     |
| 2020 | «The Ordinary Man» (뻔한남자)                   |                        |                                     |
| 2020 | «I Will» (잘할게)                               | Пак Кю Йон             |                                     |

## Примітка
1. ↑  «What makes Lee Seung-gi, Lee Seung-gi?» Hancinema. June 18, 2015
2. ↑  Lee Seung-gi to debut on screen with 'Woman of 3 Men'. The Korea Herald. 18 червня 2014.
3. ↑  LEE Seung-gi and SHIM Eun-kyoung Sing MARITAL HARMONY. Korean Film Council. 28 липня 2015.
4. ↑  Ahn, Eun-jae (27 жовтня 2022). [단독] 김윤석·이승기, 양우석 감독 영화 '대가족'서 만난다 [[Exclusive] Kim Yun-seok and Lee Seung-gi meet in the movie 'Large Family' directed by Yang Woo-seok]. News1 (кор.). Процитовано 27 жовтня 2022.
5. ↑  '논스톱 5' 스타들 행복한 고민. The Chosun Ilbo (кор.). 29 вересня 2004.
6. ↑  이승기, '소문난 칠공주'로 첫 정통 드라마 도전. The Chosun Ilbo (кор.). 27 лютого 2006.
7. ↑  Lee Seung-gi Branches Out. The Chosun Ilbo. 4 липня 2009.
8. ↑  Lee Seung-gi, Shin Min-ah to play couple in new TV series. 10Asia. 21 липня 2010.
9. ↑  Lee Seung-gi to make cameo in MBC series "The Greatest Love". 10Asia. 1 червня 2011. Архів оригіналу за 6 жовтня 2019. Процитовано 20 листопада 2022. [Архівовано 2019-10-06 у Wayback Machine.]
10. ↑  Lee Seung-gi, Ha Ji-won starrer drama title set as "The King 2Hearts". 10Asia. 28 лютого 2012. Архів оригіналу за 6 жовтня 2019. Процитовано 20 листопада 2022. [Архівовано 2019-10-06 у Wayback Machine.]
11. ↑  Lee Seung-gi and Suzy to star in drama. Korea JoongAng Daily. 1 лютого 2013.
12. ↑  Lee Seung-gi, Cha Seung-won, Go Ara Confirm New Drama. 10Asia. 26 лютого 2014. Архів оригіналу за 1 серпня 2020. Процитовано 20 листопада 2022. [Архівовано 2020-08-01 у Wayback Machine.]
13. ↑  Lee Seung-gi to make cameo appearance in 'The Producers'. Kpop Herald. 26 травня 2015.
14. ↑  Lee Seung-gi confirms lead role in upcoming drama 'Hwayugi'. Kpop Herald. 5 листопада 2017.
15. ↑  Lee Seung-gi, Suzy cast for new action series 'Vagabond'. Yonhap News Agency. 5 червня 2018.{{cite web}}:  Обслуговування CS1: Сторінки з параметром url-status, але без параметра archive-url (посилання)
16. ↑  김수현. [공식] 이승기, tvN 새 드라마 '마우스' 출연 확정…사이코패스 살인마 맞선다. n.news.naver.com (кор.). Процитовано 4 квітня 2022.
17. ↑  Moon Ji-yeon (7 квітня 2022). [공식] '화유기' 後 4년 만의 재회..이승기·이세영 '법대로 사랑하라' 확정 [[Official] Reunion after 4 years of 'Hwayugi'... Lee Seung-gi and Lee Se-young's 'Love According to the Law' confirmed] (кор.). Sports Chosun. Процитовано 7 квітня 2022.
18. ↑  기자, 홍혜민. ‘범바너2’ 이승기 “유재석과 ‘X맨’ 이후 첫 고정 예능, 흥분됐다”. n.news.naver.com (кор.). Процитовано 3 квітня 2022.
19. ↑  Lee Seung-gi - Please, 이승기 - 제발, Music Core 20060930 (англ.), процитовано 18 травня 2020
20. ↑  이승기 '인기가요' 일일MC ‥가을남자 성시경의 신곡도 '촉촉'. Hankyung. 20.10.2007. Процитовано 20 листопада 2022.(кор.)
21. ↑  Lee Seung Gi(이승기) * 사랑나눔 콘서트 - MC컷 & 왜..가니 (2007.11.04) (англ.), процитовано 18 травня 2020
22. ↑  A definite character. Korea JoongAng Daily. 11 жовтня 2008.
23. ↑  Lee says he did not quit shows for new drama. The Korea Herald. 8 березня 2012.
24. ↑  Лі Чін Хо (05.10.2009). 이승기 '이상형 월드컵', '시청률만큼은 허당 아니에요~'. The Chosun Ilbo. Процитовано 20 листопада 2022.(кор.)
25. ↑  Lee Seung-gi Co-hosts a Talk Show. KBS World. 25 вересня 2009.
26. ↑  Lee Seung-gi to temporarily host SBS "Strong Heart" alone. 10Asia. 21 вересня 2011. Архів оригіналу за 18 липня 2021. Процитовано 20 листопада 2022. [Архівовано 2021-07-18 у Wayback Machine.]
27. ↑  Lee Seung-gi to leave "Strong Heart". 10Asia. 23 лютого 2012. Архів оригіналу за 18 липня 2021. Процитовано 20 листопада 2022. [Архівовано 2021-07-18 у Wayback Machine.]
28. ↑  Lee Seung-gi to narrate variety program on tvN. Korea JoongAng Daily. 3 лютого 2012.
29. ↑  Lee Seung-gi to visit Croatia with veteran actresses. The Korea Herald. 22 жовтня 2013.
30. ↑  Lee Sung-gi to Lend Voice to MBC Nature Documentary. The Korea Herald. 19 листопада 2013. Архів оригіналу за 28 квітня 2022. Процитовано 20 листопада 2022. [Архівовано 2022-04-28 у Wayback Machine.]
31. ↑  '2 Days & 1 Night' members reunite for 'New Journey to the West'. The Korea Times. 2 вересня 2015.
32. ↑  Kang Ho-dong, Lee Seung-gi to shoot new show in China. The Korea Times. 6 серпня 2015.
33. ↑  Lee Seung-gi to return in 'All the Butlers'. Kpop Herald. 14 грудня 2017.
34. ↑  Lee Seung-gi to host new season of 'Produce' audition show. Kpop Herald. 19 квітня 2018.
35. ↑  [TD포토] '리틀 포레스트' 찍박골의 여름 맞이. TV Daily (кор.). 12 серпня 2019. Архів оригіналу за 12 вересня 2019. Процитовано 12 вересня 2019. [Архівовано 2019-09-12 у Wayback Machine.]
36. ↑  Introduction to Hometown Flex. Архів оригіналу за 20 листопада 2022. Процитовано 20 листопада 2022. [Архівовано 2022-11-20 у Wayback Machine.]
37. ↑  김보라. '금요일 금요일 밤에' 이서진→이승기, 쉴 틈 없는 재미 선사[Oh!쎈 컷]. n.news.naver.com (кор.). Процитовано 3 квітня 2022.
38. ↑  정유나. [공식] ‘싱어게인’ MC 이승기 확정 “한번 더 기회 주는 오디션 취지에 공감”. n.news.naver.com (кор.). Процитовано 3 квітня 2022.
39. ↑  Jo Ji-young (11 жовтня 2021). [공식] 이승기, '싱어게임' 시즌1 이어 시즌2 MC 확정 "무명 가수 반전 무대 기대 [[Official] Lee Seung-gi, 'Singer Game' Season 1 and Season 2 MC Confirmation "Expect the reversal of an unknown singer"] (кор.). Sports Chosun. Процитовано 11 жовтня 2021.
40. ↑  Lee Min-ji (24 липня 2021). 라우드’ 이승기, 슈퍼 에이전트로 합류 “전무후무 역할 맡을 것”(공식) ['Loud' Seung-gi Lee joins as a super agent “I will take on the role of an unprecedented” (official)]. Newsen (кор.). Процитовано 24 липня 2021.
41. ↑  Lee Ha-na (28 травня 2021). 골프왕→그랜파’ 방송가 접수, 코로나 시국 속 골프 예능 뜬다[TV와치] [Golf King→Grandpa’ Broadcaster Reception, Golf Entertainment Floating in Corona Times [TV Watch]] (кор.). Newsen. Процитовано 3 червня 2021.
42. ↑  Lee Da-gyeom (22 жовтня 2021). 편먹고 공치리' 이경규·이승엽·이승기, 11월 6일 시즌2 컴백 [Lee Kyung-gyu, Lee Seung-yeop, and Lee Seung-gi of 'Eat Sideways and Gongchi-ri', season 2 comeback on November 6th] (кор.). Maeil Business News. Процитовано 22 жовтня 2021.
43. ↑  Lee Da-gyeom (4 березня 2022). 이경규·이승엽·이승기·유현주, ‘편먹고 공치리’ 시즌3로 돌아온다 [Lee Kyung-gyu, Lee Seung-yeop, Lee Seung-gi, and Yoo Hyeon-joo to return with season 3 of 'Eat Pylon and Gongchi-ri'] (кор.). Star Today, Maeil Economic Daily. Процитовано 4 березня 2022.
44. ↑  Song Oh-jeong (10 грудня 2021). SBS 측 “오은영, 새 예능 준비 중…이승기X한가인 합류 논의 단계”(공식) [SBS said, "Oh Eun-young is preparing for a new variety show... Lee Seung-gi X Han Ga-in join discussion stage” (official)] (кор.). Newsen. Процитовано 10 грудня 2021.
45. ↑  Lee Seung-gi, Jasper Liu co-star in Netflix travel show. The Korea Times. 10 вересня 2019.
46. ↑  Hwang So-young (12 липня 2021). [단독] 넷플릭스 '신세계로부터' 제작..이승기·카이 등 출연 [[Exclusive] Netflix 'From the New World' production..Lee Seunggi, Kai, etc.]. JTBC (кор.). Процитовано 12 липня 2021.
47. ↑  Хан Хьон Джон (08.12.2018). 이승기·이성경, '골든디스크' MC 낙점. Maeil Kyungje. Процитовано 20 листопада 2022.(кор.)
48. ↑  Ян Мун Сок (05.01.2019). 이승기-박민영, 골든디스크 MC (제 33회 골든디스크어워즈). Seoul Daily. Процитовано 20 листопада 2022.(кор.)
49. ↑  이다희·성시경·박소담·이승기, 34회 골든디스크 MC 확정 [공식]. Hankyung. 13.12.2019. Процитовано 20 листопада 2022.(кор.)
50. ↑  [단독] '본업 복귀' 이승기, 'SBS 연예대상' MC 출격…멀티테이너 활약ing(종합) (кор.), процитовано 20 листопада 2020
51. ↑  박소담X이승기→이다희X성시경, 2년 연속 골든디스크 MC(공식). newsen (кор.). 15 грудня 2020.
52. ↑  Bae Hyo-joo (29 листопада 2021). 이승기X장도연X한혜진 ‘2021 SBS 방송연예대상’ MC[공식] [Lee Seung-gi X Jang Do-yeon X Han Hye-jin '2021 SBS Entertainment Awards' MC [Official]] (кор.). Newsen. Процитовано 29 листопада 2021.
53. ↑  Cho Eun-mi (13 грудня 2021). 성시경X이다희X이승기, '36회 골든디스크 어워즈' MC 확정[공식] [Seong Si-kyung X Da-hee X Lee Seung-gi confirmed as MCs for the '36th Golden Disc Awards' [Official]] (кор.). Herald POP. Процитовано 13 грудня 2021.